# 제러미 헌트

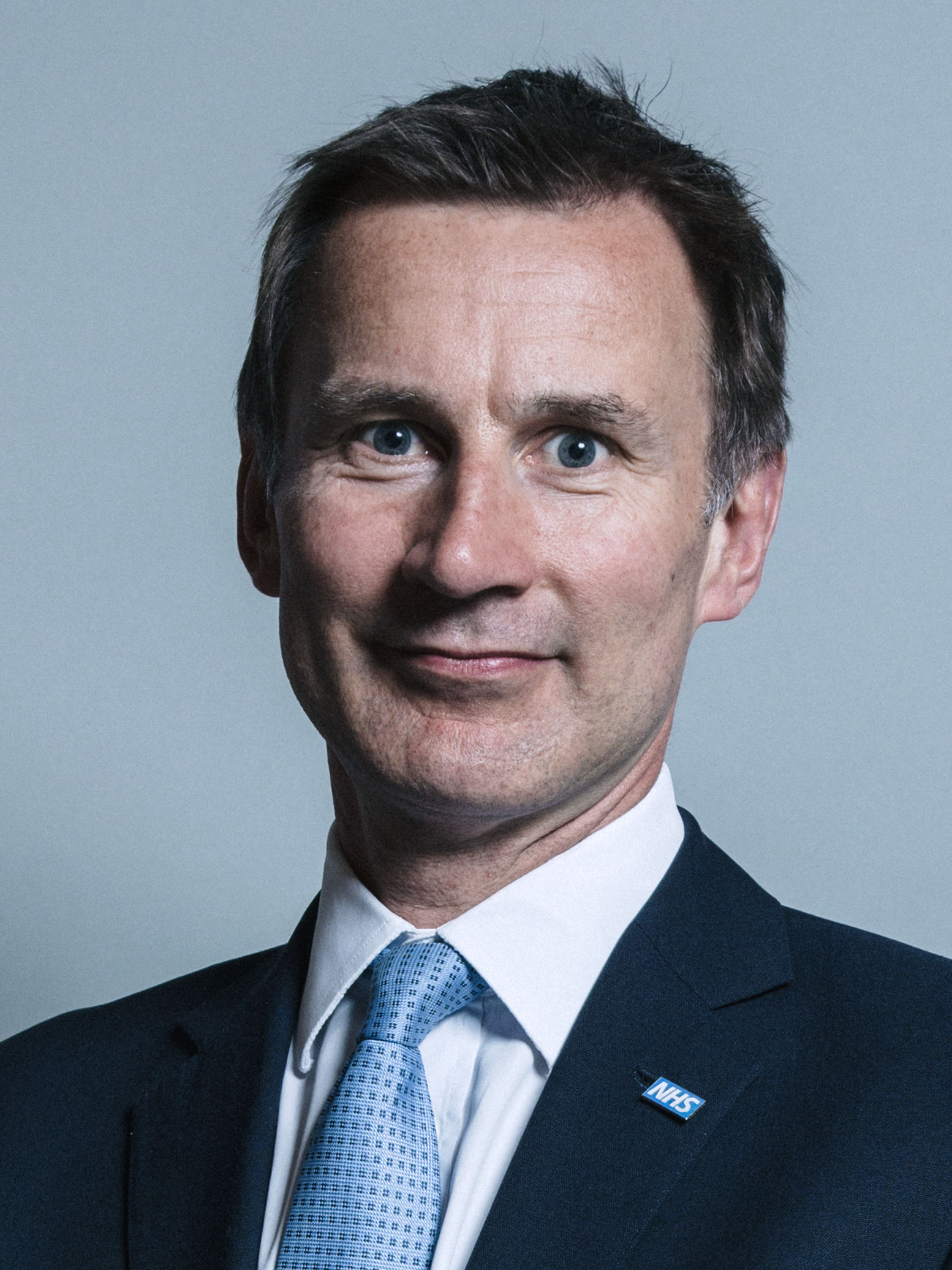
제러미 헌트 (2017년)

제러미 리처드 스트린셤 헌트(영어: Jeremy Richard Streynsham Hunt, 1966년 11월 1일 ~ )는 영국 보수당 소속 정치인으로 2005년 이래 남서서리 지역구의 국회의원을, 2018년 이래 외무장관을 역임하고 있다. 스스로를 일국보수주의자라고 자처하고 있으며, 경제·사회적으로 자유주의를 표방하고있고, 2019년 보수당 전당대회에 출마한 후보 중 하나이다.
런던 케닝턴에서 해군 선임장교의 아들로 태어났으며, 옥스퍼드 대학교 산하 모들린 칼리지에서 철학, 정치학, 경제학을 전공했다. 옥스퍼드 대학교 보수당원 연합의 의장을 지낸 적이 있었고, 2005년 국회에 처음 입성한 뒤 장애인부 및 문화미디어체육부 예비장관을 지냈다. 2010년부터 2012년까지 데이비드 캐머런 내각에서 문화장관 및 올림픽 장관을 역임했으며, 이 시절 TV 지역민방들을 지휘하면서 오프컴이 지역민방에 TV 면허증을 부여할 수 있게끔 시스템을 개편했다. 이외에도 2012년 런던 하계 올림픽을 감독하면서 찬사를 받았다.
2012년부터 2018년까지 보건부 장관을 지냈으며, 이 시절 협상에 실패한 수련계약 정책 시행을 감독했다가 논란이 되었다. 이로 인해 40여년 만해 수련들이 대규모 총파업을 벌이는 사태가 발생했다. 그럼에도 불구하고 테리사 메이 내각에서 보건부 장관직에 유임되었으며, 2018년 1월 잉글랜드 사회복지장관에 임명되었다. 2018년 6월 3일 영국 역사상 최장기 재직 보건부 장관으로 기록되었으며, 1개월 후 수상관저 협약에 책임을 지고 사퇴한 보리스 존슨을 대신에 외무장관으로 임명되었다. 2022년 10월 14일부터는 리즈 트러스 내각과 리시 수낵 내각의 재무장관으로 재직하고 있다.